# Cheirodendron bastardianum
Cheirodendron bastardianum är en araliaväxtart som först beskrevs av Joseph Decaisne, och fick sitt nu gällande namn av David Frodin. Cheirodendron bastardianum ingår i släktet Cheirodendron och familjen Araliaceae. Inga underarter finns listade.